# Lamijská válka
Lamijská válka (323–322 př. n. l.) byla válkou koalice řeckých měst, včetně Athén a Aitólského spolku proti nadvládě Makedonie a jejímu spojenci Bojótii. Cílem koalice bylo ukončit makedonskou hegemonii v Řecku, ale válka naopak skončila vítězstvím Makedonie a rozpuštěním Korintského spolku jí vedeném, což znamenalo utužení makedonské nadvlády.

## Pozadí
Po smrti Alexandra Velikého převzali nad Makedonskou říší moc jeho vojevůdci, kteří vládli jako regenti za jeho nenarozeného syna, pohrobka Alexandra IV. Athény vycítily příležitost k odtržení a začaly v Řecku formovat protimakedonskou koalici. Řeckému vojsku velel Leosthénes. Zpočátku slavil úspěch, když porazil makedonské spojence Bojóťany u Platají. Poté dokázal u Thermopyl porazit dokonce i makedonskou armádu pod velením regenta Antipatra. Poražené vojsko uprchlo do Lamie, kde v řeckém obležení čekalo na posily z Asie. Ještě před jejich příchodem však makedonské loďstvo porazilo athénskou flotilu v průlivu Helléspont a u ostrova Amorgos a získalo kontrolu nad mořem, což mu umožnilo svou armádu z Lamie evakuovat. Poté, co dorazily posily, byli Řekové poraženi a vzpoura potlačena.

## Příčiny
Roku 324 vydal Alexandr Veliký výnos, který umožňoval všem Řekům odsouzeným k vyhnanství návrat do jejich měst. I když tento výnos ovlivnil mnoho řeckých měst, dva regiony, na které měl dopad značný, byly Athény a Aitólský spolek. U Aitólského spolku problém spočíval v předchozím obsazení města Oiniades, odkud vystěhoval jeho původní obyvatele a usadil v něm své vlastní občany. Podobně Athéňané obsadili ostrov Samos a kolonizovali ho. V důsledku Alexandrova výnosu se měl Aitólský spolek i Athéňané vzdát kontroly nad těmito okupovanými územími. Nevraživost vůči makedonské nadvládě dále umocňovala skutečnost, že Alexandr vyžadoval dodávky obilí pro zásobování své armády na Východě, ačkoli v Řecku byla neúroda.
Řekové byli také nespokojeni s vnitřním uspořádáním Alexandrovy říše, neboť ten v posledních letech svého života svěřoval stále více úřadů Peršanům a vůbec se orientoval na perskou kulturu víc, než bylo Řekům milo. Například se pokusil zavést u svého dvora proskynézi, což se neslučovalo s řeckou osobní hrdostí.

## Počátek revolty
Smrtí Alexandra Velikého v roce 323 se Řekům naskytla příležitost zbavit se makedonské nadvlády, neboť Makedonie byla oslabena řešením krize kolem nejasného následnictví po Alexandrovi. Zformovala se regentská vláda pod Perdikkovým vedením, aby vládla za dosud nenarozeného Alexandra IV. a jeho mentálně zaostalého strýce a nominálního spoluvládce Filipa III. Arrhidaia. Zprávy o smrti Alexandra Velikého považovali Athéňané za šanci na rozbití makedonské hegemonie nad Řeckem. Po vzrušené debatě na lidovém shromáždění Athéňané rozhodli proti Makedonii bojovat, a to vzdor opozici prominentních osob, jakými byli řečník Demadés a státník a stratég Fokion.
Město zkonfiskovalo Alexandrovu pokladníku Harpalovi, který uprchl do Athén, částku 5 000 talentů a předalo je vojevůdci Leosthénovi, aby na vlastní účet začal verbovat žoldnéře ve městě Tenaros. O původu peněz se prozatím neměl zmiňovat, aby athénské plány zůstaly v utajení a město se mohlo lépe připravit na boj.

## Průběh války
Zdá se, že celkové řecké síly na počátku války čítaly 25 000 mužů, z toho Athény samotné postavily do boje 10 000 mužů, Aitólský spolek se k nim přidal s 12 000 muži a k tomu měli Řekové k dispozici 3 000 žoldnéřů z různých kontingentů.
Vojevůdce Antipatros, velitel makedonských sil v Evropě, se mezitím narychlo snažil shromáždit makedonská vojska, z nichž většina se angažovala v Asii nebo byla na cestě na tento kontinent anebo se z něj vracela, a vyrazil proti povstalcům s počáteční silou asi 13 000 mužů. Současně rozeslal žádosti ostatním velitelům, aby přivedli posily.
K protimakedonské koalici Athén a Aitólského spolku se ve středním Řecku připojili Fókové a Lokrové, na Peloponésu města Argos, Sikyón, Élida a obce Messénie. Neutralitu udržovala Sparta, spojencem Makedonie se naopak stali Bojóťané. Thesálie se původně postavila na stranu Antipatrovu, ale byla rychle přesvědčena, aby se stala spojencem Athén. Tento náhlý mocenský posun vedl k určitým počátečním úspěchům řeckých spojenců proti Antipatrovi. Athéňané se spojenci po porážce Bojóťanů obsadili strategickou thermopylskou soutěsku a poté porazili u nedaleké Hérakleie v Trachíně i samotného Antipatra, který byl nucen se svým vojskem hledat útočiště v opevněném městě Lamii. Avšak Athéňané a jejich spojenci navzdory svým počátečním úspěchům při obléhání Lamie v zimě 323–322 uvízli na mrtvém bodě, neboť nebyli schopni město dobýt. Hradby tohoto dobře opevněného města se ukázaly být pro Athéňany jako nepřekonatelné, a navíc jejich velitel Leosthénes byl smrtelně zraněn během makedonského výpadu z města, jehož účelem bylo obtěžovat řecké obléhatele při kopání příkopů a valů. Jeho smrt přiměla Athéňany, aby od města odtáhli.
Na pohřbu pronesl athénský řečník a státník Hypereides smuteční řeč nad mrtvými včetně jeho přítele Leosthéna. Leosthénovým nástupcem byl jmenován Antifilos. Brzy po athénském ústupu od hradeb Lamie dorazily z Asie makedonské posily – 20 000 pěšáků a 1 500 jezdců pod velením makedonského satrapy Frýgie Leonnata. Athénská válečná flotila byla poražena v bitvě u Amorgu (322 př. n. l.) a ačkoli Řekové ještě porazili Leonnatovy posily v bitvě u Rhamna, mohli Makedonci opustit Lamii a spojit se se zbytky poražené Leonnatovy armády a makedonskými posilami, které přiváděl Antipatros.
Aténské a spojenecké síly byly nakonec poraženy v pozdním létě roku 322 v bitvě u Krannónu v centrální Thesálii poté, co se Antipatrovi podařilo spojit se s Leonnatem a Kraterem. Společně odrazili unavené Athéňany v dlouhé řadě střetnutí jezdectva a hoplítů. Přestože spojenecké síly nebyly zničeny zcela, výsledek byl natolik zdrcující, že přiměl Athéňany a jejich spojence žádat o mír na základě Antipatrových podmínek.

## Poválečné uspořádání
Antipatros uzavřel s jednotlivými poraženými městy velkorysé mírové smlouvy. Přiměl však Athéňany, aby rozpustili svou demokratickou vládu a nastolili plutokratický systém, v němž pouze ti, kteří vlastnili 2 000 drachem a více mohli zůstat občany. Důvodem pro toto opatření bylo Antipatrovo přesvědčení, že na rozpoutání války měly značný podíl především chudší vrstvy athénské společnosti. Hypereides byl odsouzen k smrti, podařilo se mu ale uprchnout, avšak byl pravděpodobně chycen a zabit na Euboii. Za jeho roli při podpoře války donutil Antipatros Démosthéna k sebevraždě.
Pokus Řeků využít smrti Alexandra Velikého ke svrhnutí makedonské hegemonie skončil neúspěchem. Pokud byl po porážce spojených řeckých vojsk u Chairóneie o šestnáct let dříve makedonským králem Filipem II. vytvořen Korintský spolek, který suverenitu řeckých obcí dodržoval alespoň formálně, porážkou Řeků v lamijské válce se makedonská nadvláda utužila a projevovala mnohem bezohledněji.